# 73638 Likhanov
73638 Likhanov eller 1975 VC9 är en asteroid i huvudbältet som upptäcktes den 8 november 1975 av den rysk-sovjetiske astronomen Nikolaj Tjernych vid Krims astrofysiska observatorium på Krim. Den har fått sitt namn efter den sovjetiske och ryske författaren Albert Lichanov (1935–2021).